# Declaración de Independencia de Lituania

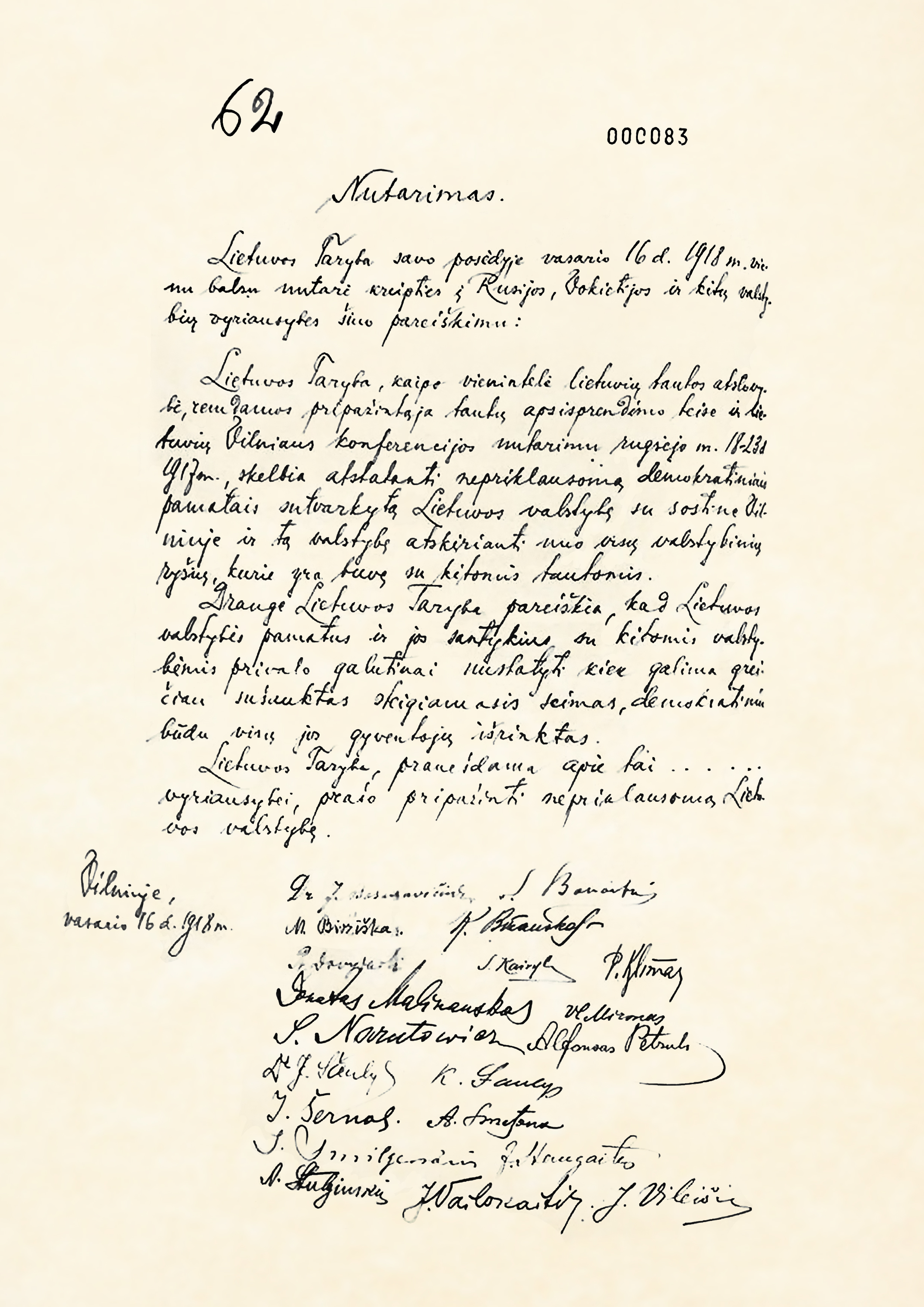
Originales manuscritos del Acta de Independencia de Lituania, adoptada el 16 de febrero de 1918

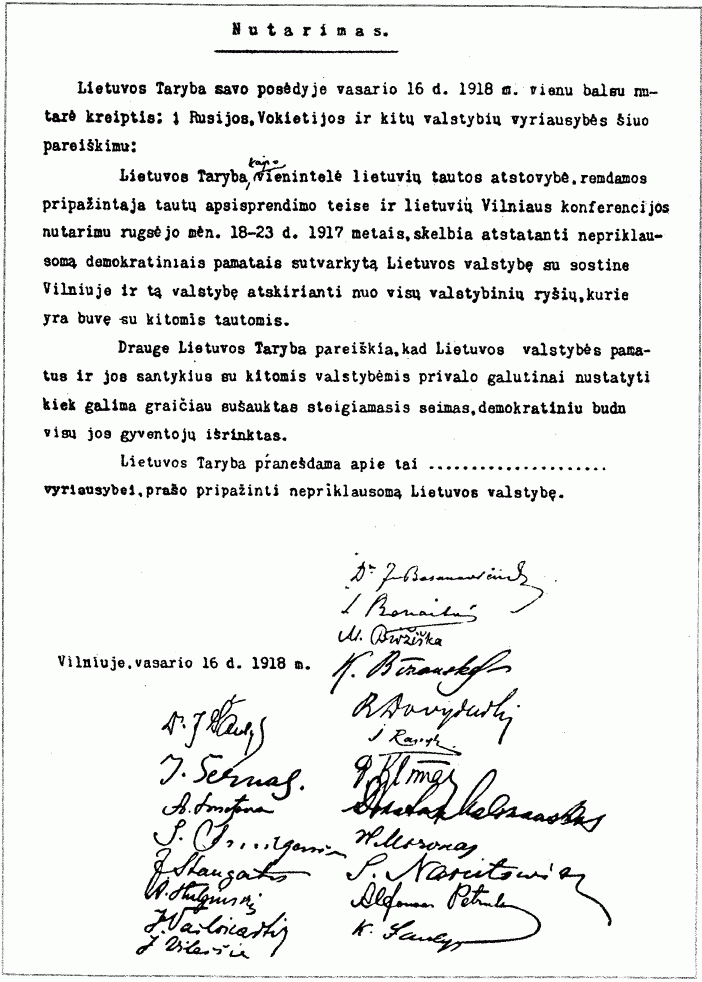
Ejemplar de la Declaración del 16 de febrero, con la cual se proclamó, nuevamente, la independencia de una Lituania con un gobierno soberano y democrático.

La Declaración de Independencia de Lituania (en lituano Lietuvos Nepriklausomybės Aktas) o declaración del 16 de febrero fue firmada por el Consejo de Lituania el 16 de febrero de 1918, proclamando así la restauración de una Lituania soberana y democrática, con capital en Vilna. La declaración fue firmada por los veinte signatarios presentes en la reunión, que fue presidida por Jonas Basanavičius. La declaración fue el resultado final de una serie de resoluciones internacionales, incluyendo la emitida por la Conferencia de Vilna y la declaración del 8 de enero. Hasta la declaración, el camino que se tuvo que seguir fue largo y complejo ya que el Imperio alemán no dejó de presionar en ningún momento al consejo con el fin de formar una alianza. El consejo tuvo que maniobrar cuidadosamente entre los alemanes, cuyas tropas estaban presentes en Lituania, y las exigencias del pueblo lituano.
Los efectos inmediatos del anuncio de la restauración de Lituania fueron limitados. Las autoridades alemanas prohibieron su salida a la luz, por lo que el texto se publicó y distribuyó de forma clandestina. Esto obstaculizó el progreso del consejo, y los alemanes mantuvieron el control sobre el país. La situación cambiaría tras la derrota alemana en la Primera Guerra Mundial. En noviembre de 1918 los lituanos formaron su primer gobierno, y el Consejo de Lituania se hizo con el control sobre el territorio de Lituania. Si bien pronto tendría que enfrentar múltiples conflictos, la Independencia de Lituania se hizo realidad.
Esta breve declaración es la raíz legal de la existencia de Lituania hoy en día, tanto durante el período de entreguerras como desde 1990. La declaración formuló los principios básicos que han seguido todas y cada una de las Constituciones de Lituania. La declaración por sí sola fue la clave para el restablecimiento de la independencia en 1990. Lituania, separándose de la Unión Soviética, afirmó que sólo se restablecía formalmente el Estado independiente de los años veinte, ya que la declaración nunca había perdido su validez legal. Asimismo, aquellos que participaron en la firma del documento quedaron grabados en la memoria del pueblo lituano, sobre todo Antanas Smetona y Aleksandras Stulginskis. Ambos fueron con posterioridad presidentes de dicha nación.
La declaración original fue encontrada el 29 de marzo de 2017 en un archivo de Berlín (Alemania), después de creerse que había sido destruida durante la ocupación soviética.

## Antecedentes

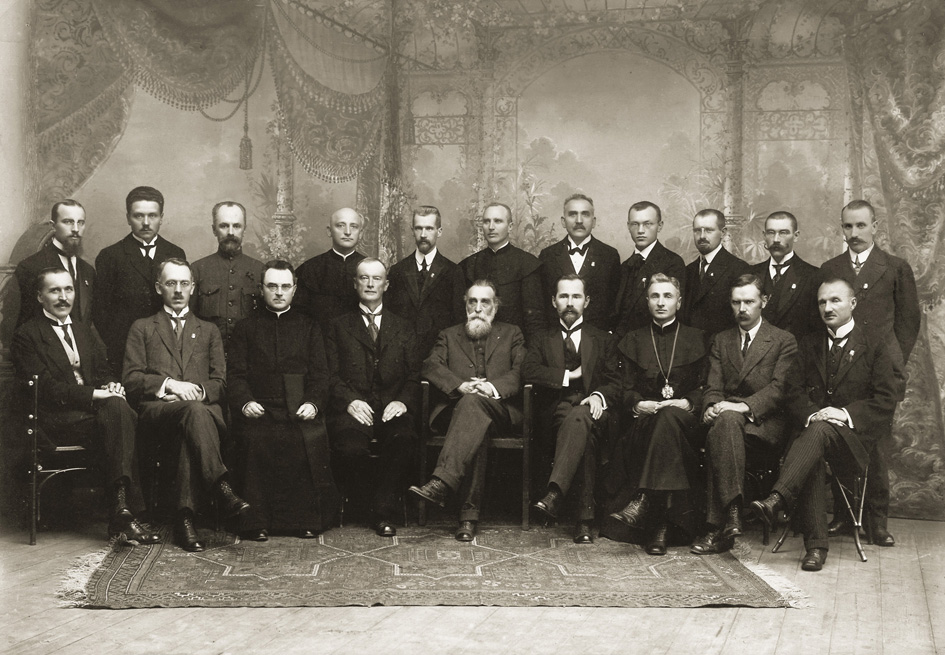
Los 20 miembros del Consejo de Lituania después de firmar la Declaración del 16 de febrero de 1918.

Tras la partición de Polonia-Lituania en 1795, Lituania fue anexada por el Imperio ruso. Durante el siglo XIX, lituanos y polacos trataron de restaurar su independencia. Lo intentaron con los levantamientos de noviembre de 1830 y enero de 1863, pero la primera oportunidad con posibilidades de triunfar se presentó durante la Primera Guerra Mundial, con el debilitamiento de Alemania y Rusia.
En 1915, Alemania se hizo con el control de algunos territorios occidentales de Rusia. Tras la Revolución rusa de 1917, Alemania dio forma a Mitteleuropa, una estrategia geopolítica basada en la creación de gobiernos títeres que sirvieran de zonas de amortiguamiento, y permitió la Conferencia de Vilna, esperando que en ella Lituania expresase sus deseos de independizarse de Rusia y estableciese una relación más cercana con Alemania. No obstante, esta estrategia fracasó; la conferencia, organizada del 18 al 22 de septiembre de 1917, adoptó la resolución de que se debía establecer una Lituania independiente, y que una relación cercana con Alemania estaría supeditada al reconocimiento formal de Lituania como nuevo Estado. El 21 de septiembre, los 214 asistentes a la conferencia formaron un consejo de 20 miembros para que materializasen la resolución. Las autoridades alemanas no permitieron su publicación, pero dejaron que el consejo continuase con su trabajo. La Conferencia de Vilna también resolvió que una asamblea constituyente debía ser elegida por votación popular tan pronto como fuese posible.

## El camino a la Declaración del 16 de febrero

### Declaración del 11 de diciembre
La declaración del 11 de diciembre fue el segundo paso en el camino hacia la declaración de independencia. El borrador inicial, a petición del canciller Georg von Hertling, fue elaborado por el Ministerio Alemán de Relaciones Exteriores el 1 de diciembre. Se llevaron a cabo cambios subsecuentes conjuntamente entre la cancillería alemana y una delegación del Consejo de Lituania. Dicha delegación la formaban Antanas Smetona, Steponas Kairys, Vladas Mironas, Jurgis Šaulys, Petras Klimas y Aleksandras Stulginskis. Después de discusiones entre las facciones, finalmente ambas partes alcanzaron el consenso. El representante alemán Kurt von Lersner insistió en que debería respetarse el texto intacto, y pidió que todo el consejo firmase el documento.
Después de que la delegación volvió a Vilna, se llevó a cabo una reunión del consejo el 11 de diciembre con la finalidad de discutir la declaración, la cual fue aceptada sin reservas ni variaciones. Quince miembros votaron a su favor, tres en contra, uno se abstuvo, y uno no participó. No está claro si los veinte firmaron la declaración. El documento estaba escrito en alemán, y parece ser que no se previó una traducción oficial al lituano. De ahí que diferentes fuentes varían un poco respecto a la traducción. La declaración del 11 de diciembre proclamaba la independencia de Lituania, pero también solicitaba la protección del Gobierno alemán (Cláusula 2ª), así como el establecimiento de "una alianza sólida y permanente" con Alemania. Como la declaración especificaba que los términos de la Alianza estarían basados en aspectos militares, de transportes, de comercio y divisas, muchos lituanos pensaron que el consejo se había extralimitado en sus funciones: la resolución de septiembre adoptada por la Conferencia de Vilna había establecido que estos asuntos de Estado eran responsabilidad de la asamblea constituyente.

### Declaración del 8 de enero

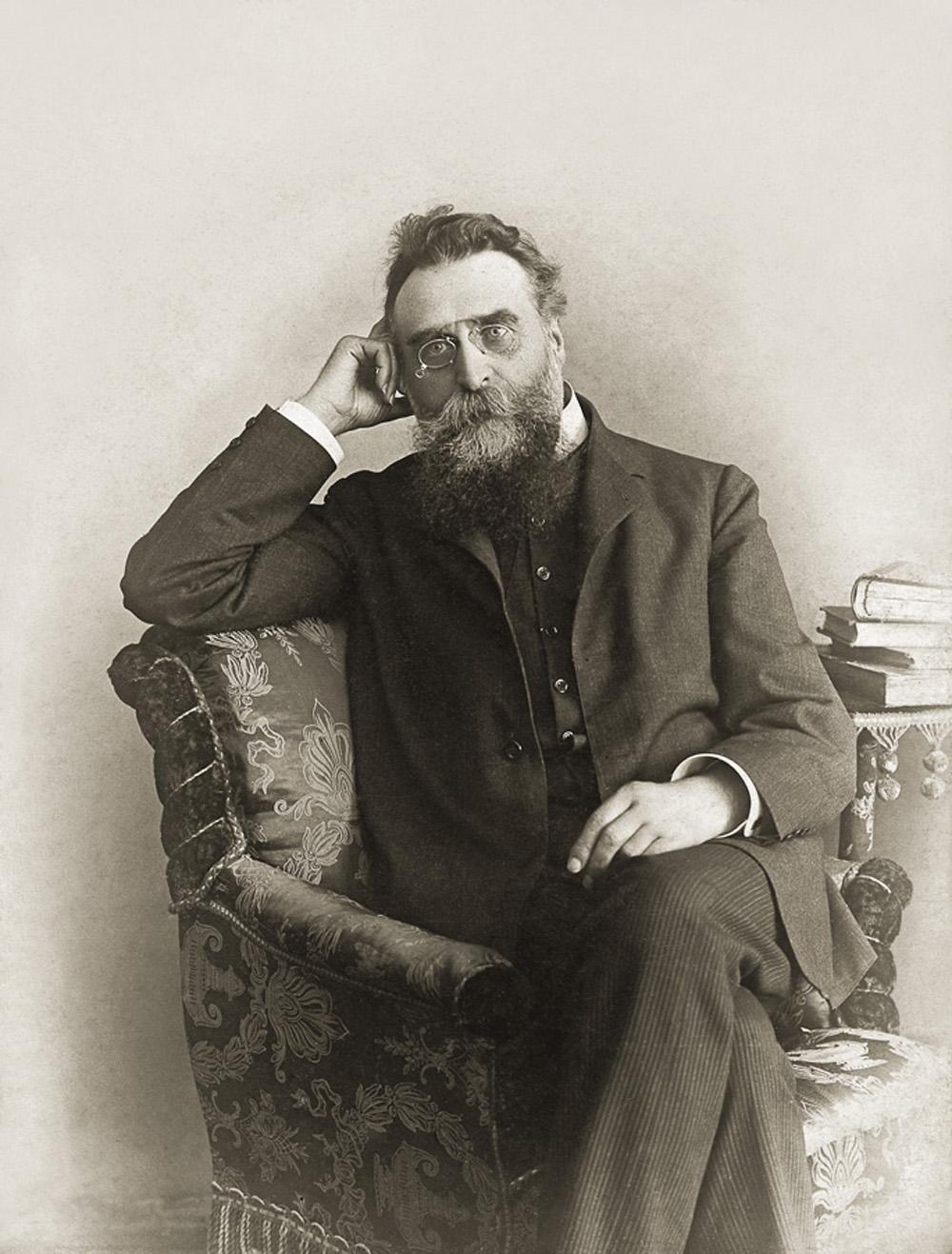
Jonas Basanavičius, presidente del consejo que firmó la Declaración del 16 de febrero.

Cuando comenzaron las conversaciones de paz entre Alemania y Rusia en 1918, las autoridades alemanas encargaron a los representantes lituanos preparar dos notificaciones de independencia: una destinada a los rusos, en la que se condenaría la influencia rusa sobre Lituania y se omitiría la cláusula de la alianza con Alemania; y otra para Alemania, en la práctica una copia de la declaración del 11 de diciembre. El consejo decidió modificar la primera parte de la declaración: Petras Klimas incluyó una frase que daba inicio a la formación de la asamblea constituyente. Otro cambio importante fue la especificación de que el nuevo Estado se fundaría bajo principios estrictamente democráticos, algo que se acordó en la Conferencia de Vilna pero se omitió en la declaración. La cláusula relativa a "una alianza sólida y permanente con Alemania" fue completamente eliminada. La versión final fue aprobada el 8 de enero de 1918, el mismo día en que el Presidente de los Estados Unidos Woodrow Wilson presentó sus "Catorce Puntos". En esencia, la declaración del 8 de enero no se diferenciaba de la declaración del 16 de febrero.
No obstante, el Ober-Ost (la administración militar alemana), rechazó los cambios. El 26 de enero, conforme a lo acordado, fueron aprobadas las dos versiones de la notificación, y no incluyeron los cambios del 8 de enero; los textos se prepararon con base a la declaración del 11 de diciembre y las concesiones a Alemania fueron motivo de tensiones entre los miembros del consejo. Cuatro miembros (Mykolas Biržiška, Steponas Kairys, Stanislovas Narutavičius y Jonas Vileišis) abandonaron el consejo en señal de desacuerdo. El presidente del consejo, Antanas Smetona, que había apoyado la declaración del 11 de diciembre, dimitió. Jonas Basanavičius, que con el tiempo sería considerado el padre de la patria, le sucedió en el cargo.

### Declaración del 16 de febrero
Alemania no reconoció a Lituania como estado independiente, y la delegación lituana no fue invitada a las negociaciones de Brest-Litovsk, que comenzaron el 22 de diciembre de 1917 entre las Potencias Centrales y Rusia con el objetivo de satisfacer las reclamaciones territoriales. Durante la primera y única reunión que mantuvieron el consejo y las autoridades alemanas, quedó patente que el consejo lituano sólo sería un órgano consultivo. Esto reforzó internamente la posición de aquellos miembros del consejo que optaban por la independencia sin ataduras con otros países. A estas alturas, el objetivo principal era traer de vuelta a aquellos miembros que habían abandonado el consejo. Negociaciones posteriores llevaron a la reformulación de las versiones previas de la declaración.
Los cuatro miembros que habían abandonado el consejo pidieron que se retomara la declaración del 8 de enero y se omitiera la alianza con Alemania. Tras debates acalorados que se extendieron durante semanas, el 15 de febrero, a las diez de la mañana, la nueva revisión de la declaración quedó lista. Incluía, con algunos cambios estilísticos menores, los contenidos de la declaración del 8 de enero y su promulgación y notificación el 1 de febrero. La promulgación y notificación no tenían un peso legal y no cambiaron el significado del documento. El consejo, incluyendo a los miembros que habían renunciado, fue invitado a regresar al día siguiente a terminar la declaración. El 16 de febrero de 1918, a las doce y media del mediodía, los veinte miembros del consejo se reunieron en el salón del Comité Lituano de Ayuda a las Víctimas de Guerra, en el número 30 de la calle Didžioji de Vilna, en un edificio conocido desde entonces como Casa de los Signatarios. El consejo, en primer lugar, votó para aprobar la primera parte de la declaración, los dos primeros párrafos, hasta la palabra drauge, por unanimidad. La segunda parte, no obstante, no fue apoyada por los cuatro miembros disidentes porque no estaban de acuerdo con la expresión "finalmente" describiendo los deberes de la Asamble Constituyente (en "[...]la fundación del Estado Lituano y sus relaciones con otros países será finalmente establecida por la Asamblea Constituyente[...]"). Temían que dicha expresión fuera un pretexto del consejo para usurpar los poderes de la asamblea constituyente, mientras que la mayoría sostenía que sólo se pretendía dejar constancia del sentido inapelable e innegociable de las futuras decisiones de la Asamblea. Por lo tanto, la declaración fue aprobada en bloque pero sin el apoyo incondicional de los veinte miembros.

## Contenido final de la declaración
| Línea | Texto original                                                            | Texto original                                                            | Traducción al español                                                                              | Traducción al español                                                                              |
| ----- | ------------------------------------------------------------------------- | ------------------------------------------------------------------------- | -------------------------------------------------------------------------------------------------- | -------------------------------------------------------------------------------------------------- |
| 1     | NUTARIMAS                                                                 | NUTARIMAS                                                                 | RESOLUCIÓN                                                                                         | RESOLUCIÓN                                                                                         |
| 2     | Lietuvos Taryba savo posėdyje vasario 16 d. 1918 m. vienu balsu nu-       | Lietuvos Taryba savo posėdyje vasario 16 d. 1918 m. vienu balsu nu-       | El Consejo de Lituania en su sesión del 16 de febrero de 1918 ha decidido por unanimidad           | El Consejo de Lituania en su sesión del 16 de febrero de 1918 ha decidido por unanimidad           |
| 3     | tarė kreiptis: į Rusijos, Vokietijos ir kitų valstybių vyriausybės šiuo   | tarė kreiptis: į Rusijos, Vokietijos ir kitų valstybių vyriausybės šiuo   | dirigirse a los gobiernos de Rusia, Alemania y otras naciones con la siguiente                     | dirigirse a los gobiernos de Rusia, Alemania y otras naciones con la siguiente                     |
| 4     | pareiškimu:                                                               | pareiškimu:                                                               | declaración:                                                                                       | declaración:                                                                                       |
| 5     | Lietuvos Taryba, kaipo vienintelė lietuvių tautos atstovybė, remdamos     | Lietuvos Taryba, kaipo vienintelė lietuvių tautos atstovybė, remdamos     | El Consejo de Lituania, como único representante de la nación lituana, basándose en                | El Consejo de Lituania, como único representante de la nación lituana, basándose en                |
| 6     | pripažintaja tautų apsisprendimo teise ir lietuvių Vilniaus konferencijos | pripažintaja tautų apsisprendimo teise ir lietuvių Vilniaus konferencijos | el reconocido derecho de autodeterminación nacional, y en la resolución de la Conferencia de Vilna | el reconocido derecho de autodeterminación nacional, y en la resolución de la Conferencia de Vilna |
| 7     | nutarimu rugsėjo mėn. 18–23 d. 1917 metais, skelbia atstatanti nepriklau- | nutarimu rugsėjo mėn. 18–23 d. 1917 metais, skelbia atstatanti nepriklau- | del 18 al 23 de septiembre de 1917, proclama la restauración del estado independiente              | del 18 al 23 de septiembre de 1917, proclama la restauración del estado independiente              |
| 8     | somą demokratiniais pamatais sutvarkytą Lietuvos valstybę su sostine      | somą demokratiniais pamatais sutvarkytą Lietuvos valstybę su sostine      | de Lituania, fundado sobre principios democráticos, con Vilna como su capital,                     | de Lituania, fundado sobre principios democráticos, con Vilna como su capital,                     |
| 9     | Vilniuje ir tą valstybę atskirianti nuo visų valstybinių ryšių, kurie     | Vilniuje ir tą valstybę atskirianti nuo visų valstybinių ryšių, kurie     | y declara la finalización de todos los acuerdos que hasta ahora                                    | y declara la finalización de todos los acuerdos que hasta ahora                                    |
| 10    | yra buvę su kitomis tautomis.                                             | yra buvę su kitomis tautomis.                                             | han vinculado a este Estado con otras naciones.                                                    | han vinculado a este Estado con otras naciones.                                                    |
| 11    | Drauge Lietuvos Taryba pareiškia, kad Lietuvos valstybės pama-            | Drauge Lietuvos Taryba pareiškia, kad Lietuvos valstybės pama-            | El Consejo de Lituania asimismo declara que la fundación del Estado Lituano y                      | El Consejo de Lituania asimismo declara que la fundación del Estado Lituano y                      |
| 12    | tus ir jos santykius su kitomis valstybėmis privalo galutinai nustatyti   | tus ir jos santykius su kitomis valstybėmis privalo galutinai nustatyti   | su relación con los demás países será definitivamente establecida por la                           | su relación con los demás países será definitivamente establecida por la                           |
| 13    | kiek galima graičiau sušauktas steigiamasis seimas, demokratiniu budu     | kiek galima graičiau sušauktas steigiamasis seimas, demokratiniu budu     | Asamblea Constituyente, que será convocada y democráticamente elegida                              | Asamblea Constituyente, que será convocada y democráticamente elegida                              |
| 14    | visų jos gyventojų išrinktas.                                             | visų jos gyventojų išrinktas.                                             | por todos los ciudadanos.                                                                          | por todos los ciudadanos.                                                                          |
| 15    | Lietuvos Taryba pranešdama apie tai.....................                  | Lietuvos Taryba pranešdama apie tai.....................                  | El Consejo de Lituania informando al Gobierno de [.....................] a este efecto             | El Consejo de Lituania informando al Gobierno de [.....................] a este efecto             |
| 16    | vyriausybei, prašo pripažinti nepriklausomą Lietuvos valstybę.            | vyriausybei, prašo pripažinti nepriklausomą Lietuvos valstybę.            | solicita el reconocimiento del Estado Independiente de Lituania.                                   | solicita el reconocimiento del Estado Independiente de Lituania.                                   |
|       |                                                                           |                                                                           | | |
| 17    |                                                                           | Dr. Jonas Basanavičius                                                    | | Dr. Jonas Basanavičius                                                                             |
| 18    |                                                                           | Saliamonas Banaitis                                                       | | Saliamonas Banaitis                                                                                |
| 19    |                                                                           | Mykolas Biržiška                                                          | | Mykolas Biržiška                                                                                   |
| 20    | Vilniuje, vasario 16 d. 1918 m.                                           | Kazys Bizauskas                                                           | En Vilna, a 16 de febrero de 1918                                                                  | Kazys Bizauskas                                                                                    |
| 21    |                                                                           | Pranas Dovydaitis                                                         | | Pranas Dovydaitis                                                                                  |
| 22    | Jurgis Šaulys                                                             | Steponas Kairys                                                           | Jurgis Šaulys                                                                                      | Steponas Kairys                                                                                    |
| 23    | Jokūbas Šernas                                                            | Petras Klimas                                                             | Jokūbas Šernas                                                                                     | Petras Klimas                                                                                      |
| 24    | Antanas Smetona                                                           | Donatas Malinauskas                                                       | Antanas Smetona                                                                                    | Donatas Malinauskas                                                                                |
| 25    | Jonas Smilgevičius                                                        | Vladas Mironas                                                            | Jonas Smilgevičius                                                                                 | Vladas Mironas                                                                                     |
| 26    | Justinas Staugaitis                                                       | Stanislovas Narutavičius                                                  | Justinas Staugaitis                                                                                | Stanislovas Narutavičius                                                                           |
| 27    | Aleksandras Stulginskis                                                   | Alfonsas Petrulis                                                         | Aleksandras Stulginskis                                                                            | Alfonsas Petrulis                                                                                  |
| 28    | Jonas Vailokaitis                                                         | Kazimieras Steponas Šaulys                                                | Jonas Vailokaitis                                                                                  | Kazimieras Steponas Šaulys                                                                         |
| 29    | Jonas Vileišis                                                            |                                                                           | Jonas Vileišis                                                                                     | |

## El camino a la declaración: representación gráfica
|                                                                                |  |                                                            |                                                                       |                   | Parte I     |          |                           |                           |                           |         |         |
| Resolución de la Conferencia de Vilna 18-22 de septiembre de 1917              |  |                                                            |                                                                       |                   |             |          |                           |                           |                           |         |         |
|                                                                                |  |                                                            |                                                                       | Parte II          |             |          |                           |                           |                           |         |         |
|                                                                                |  |                                                            |                                                                       |                   |             |          |                           |                           |                           |         |         |
|                                                                                |  |                                                            |                                                                       |                   |             |          |                           |                           |                           |         |         |
|                                                                                |  |                                                            |                                                                       |                   | Parte I     |          |                           |                           |                           |         |         |
| Declaración del 11 de diciembre de 1917                                        |  |                                                            |                                                                       |                   |             |          |                           |                           |                           |         |         |
|                                                                                |  |                                                            |                                                                       | Parte II          |             |          |                           |                           |                           |         |         |
|                                                                                |  |                                                            |                                                                       |                   |             |          |                           |                           |                           |         |         |
|                                                                                |  |                                                            |                                                                       |                   |             |          |                           |                           |                           |         |         |
|                                                                                |  | Editada en sesión                                          | Editada en sesión                                                     | Editada en sesión |             |          | Editada por Petras Klimas | Editada por Petras Klimas | Editada por Petras Klimas |         |         |
|                                                                                |  |                                                            |                                                                       |                   |             |          |                           |                           |                           |         |         |
|                                                                                |  |                                                            |                                                                       |                   |             |          |                           |                           |                           |         |         |
| Declaración del 8 de enero de 1918                                             |  |                                                            |                                                                       | Disposición       | Disposición | Cláusula | Cláusula                  |                           |                           |         |         |
|                                                                                |  |                                                            |                                                                       |                   |             |          |                           |                           |                           |         |         |
|                                                                                |  |                                                            | Editada por Steponas Kairys, Stanislovas Narutavičius, Jonas Vileišis |                   |             |          |                           |                           |                           |         |         |
|                                                                                |  |                                                            |                                                                       |                   |             |          |                           |                           |                           |         |         |
|                                                                                |  |                                                            |                                                                       |                   |             |          |                           |                           |                           |         |         |
| Borrador del 1 de febrero de 1918                                              |  | Promulgación                                               | Promulgación                                                          | Disposición       | Disposición | Cláusula | Cláusula                  | Notificación              | Notificación              |         |         |
|                                                                                |  |                                                            |                                                                       |                   |             |          |                           |                           |                           |         |         |
|                                                                                |  | Editado por el consejo y los cuatro miembros dimisionarios |                                                                       |                   |             |          |                           |                           |                           |         |         |
|                                                                                |  |                                                            |                                                                       |                   |             |          |                           |                           |                           |         |         |
| Borrador del 15 de febrero de 1918                                             |  | Promulgación                                               | Promulgación                                                          | Disposición       | Disposición | Cláusula | Cláusula                  | Notificación              | Notificación              |         |         |
|                                                                                |  |                                                            |                                                                       |                   |             |          |                           |                           |                           |         |         |
|                                                                                |  | Editado por Petras Klimas                                  |                                                                       |                   |             |          |                           |                           |                           |         |         |
|                                                                                |  |                                                            |                                                                       |                   |             |          |                           |                           |                           |         |         |
|                                                                                |  |                                                            |                                                                       |                   |             |          |                           |                           |                           |         |         |
| Declaración de Independencia de Lituania Declaración del 16 de febrero de 1918 |  | Promulgación                                               | Promulgación                                                          | Disposición       | Disposición | Cláusula | Cláusula                  | Notificación              | Notificación              | Rúbrica | Rúbrica |
|                                                                                |  |                                                            |                                                                       |                   |             |          |                           |                           |                           |         |         |

## Secuelas

### Lituania

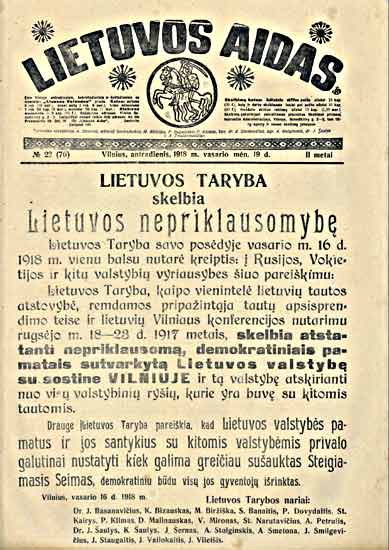
Portada del Lietuvos aidas con la declaración. Casi todas las copias fueron confiscadas por Alemania, a excepción de las que tenía "guardadas" Petras Klimas.

Poco después de la firma, la declaración fue llevada a Alemania y entregada a los partidos del Reichstag. El 18 de febrero la declaración fue publicada en la prensa alemana; en Das Neue Litauen, Vossische Zeitung, Taegliche Rundschau y Kreuzzeitung, entre otros. En Lituania también se preparó su publicación a nivel nacional, especialmente a través del Lietuvos aidas, el diario oficial del consejo, creado por Antanas Smetona, pero las autoridades alemanas lo prohibieron. Aunque la mayoría de las copias fueron confiscadas, el editor del periódico, Petras Klimas, consiguió esconder sesenta ejemplares. Esta censura significó que la distribución y la diseminación del acta fuera ilegal en Lituania.
El 3 de marzo de 1918, Alemania y la Rusia bolchevique firmaron el tratado de Brest-Litovsk, con el que Alemania aseguraba que los países bálticos quedaban bajo su influencia y Rusia perdía sus derechos sobre ellos. El 23 de marzo, Alemania reconoció la independencia de Lituania sobre la base de la declaración del 11 de diciembre. No obstante, esto no cambió nada ni en Lituania ni en el estatus del consejo; todos los esfuerzos de formar una administración fueron entorpecidos. La situación cambió cuando estalló en Alemania la revolución de Noviembre y el país fue derrotado en la guerra durante el otoño de 1918. Alemania ya no estaba en condiciones de poner términos. El Consejo de Lituania adoptó una primera constitución provisional el 2 de noviembre. El gobierno recayó sobre un presídium de tres miembros y Augustinas Voldemaras fue invitado a formar el primer Gabinete de Ministros de Lituania. El primer gobierno se formó el 11 de noviembre de 1918 (el mismo día que Alemania firmó el armisticio en Compiègne), tras lo que el consejo comenzó inmediatamente a organizar un ejército, un cuerpo de policía, las divisiones territoriales de provincias y municipios, y otras instituciones; de esta manera, la independencia proclamada fue establecida.

### La declaración
Se firmaron dos copias de la declaración: la original y un duplicado. La original le fue entregada a Jonas Basanavičius para que la guardase y protegiese. La original nunca fue publicada ni utilizada en asuntos públicos; su existencia fue mencionada por primera vez por la prensa en 1933, y su paradero actual se desconoce. El duplicado fue utilizado de forma habitual, y permaneció en los archivos presidenciales hasta el 15 de junio de 1940, cuando Lituania recibió el ultimátum por parte de la Unión Soviética y perdió su independencia. Después de eso el documento desapareció. Ni el documento original ni la copia han sido encontrados al día de hoy, y tanto historiadores como aventureros continúan buscándolo activamente. En 2006, un grupo de expertos llegó a buscar entre los muros de la antigua casa de Petras Vileišis. Se realizaron dos copias más del duplicado, una en 1928 y otra en 1933. La versión de 1928 es una reproducción más fiel de la declaración original, con errores de ortografía y con ruido en el fondo, mientras que la de 1933 pretendía ser una versión "mejorada".

### Los signatarios

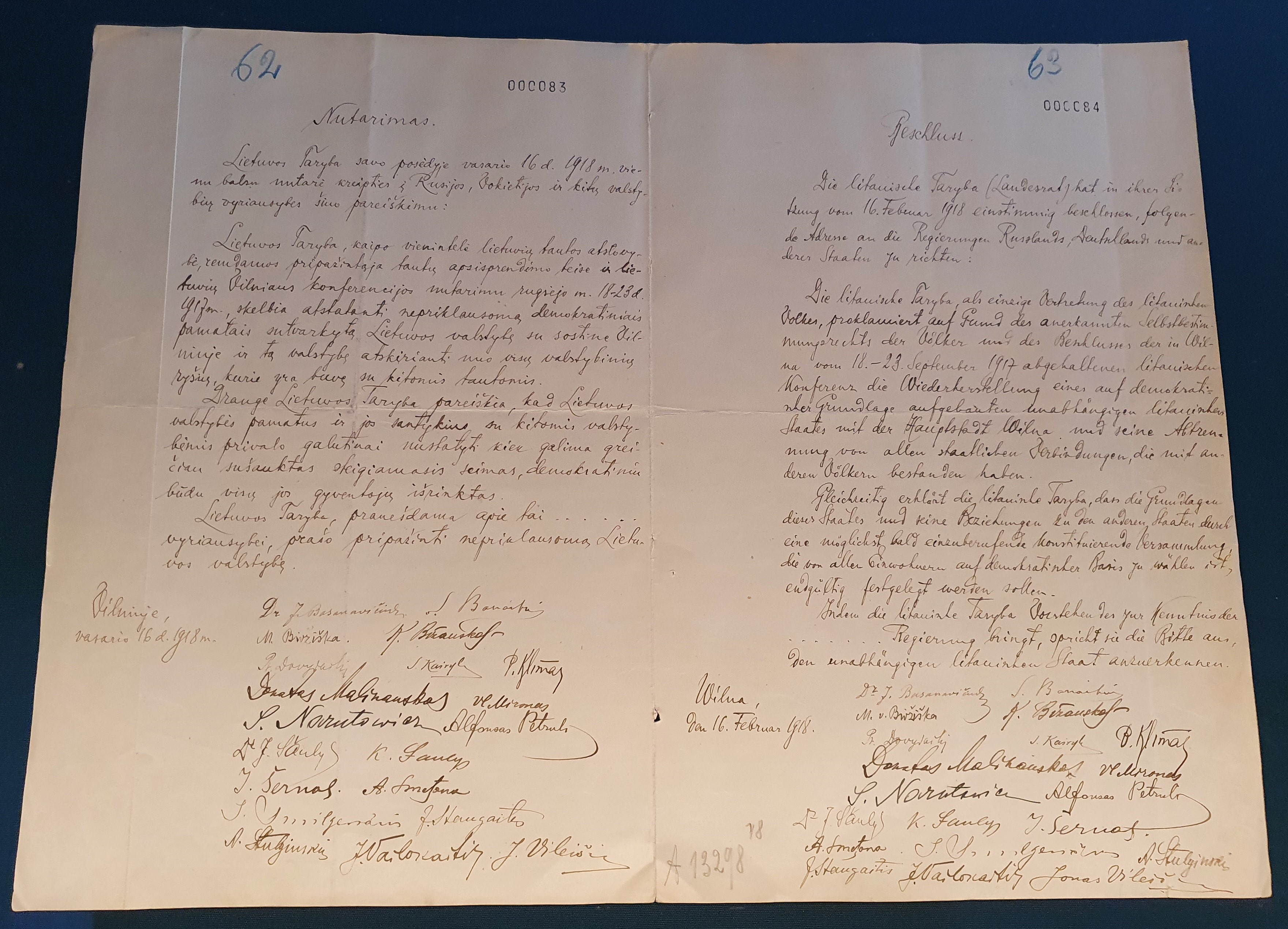
Originales escritos a mano del Acta de Independencia de Lituania en lituano (izquierda) y alemán (derecha), exhibidos en Kaunas en 2022

La mayoría de los firmantes de la declaración continuaron inmersos en la vida cultural y política de Lituania. Jonas Vileišis alcanzó un puesto en la Seimas y fue alcalde de Kaunas; Saliamonas Banaitis se introdujo en el mundo de las finanzas y puso en marcha varios bancos. Entre los firmantes se encontraban dos futuros presidentes de Lituania: Antanas Smetona y Aleksandras Stulginskis. Jonas Basanavičius, presidente del Consejo de Lituania, retomó sus investigaciones sobre la cultura y folclore de Lituania. Cinco signatarios fallecieron antes de que comenzara la Segunda Guerra Mundial, y tres durante la ocupación nazi. Los que no emigraron a Occidente se convirtieron en presos políticos cuando Lituania fue ocupada por los soviéticos.
Aleksandras Stulginskis y Petras Klimas fueron enviados a prisión en Siberia, aunque sobrevivieron y volvieron a Lituania; Pranas Dovydaitis y Vladas Mironas también fueron enviados allí, donde fallecieron. Kazys Bizauskas desapareció en el verano de 1941 mientras era trasladado a una prisión en Minsk, se le supone fusilado junto a otros prisioneros. Donatas Malinauskas también desapareció en el transcurso de las deportaciones masivas a Siberia que tuvieron lugar en Lituania el 14 de junio de 1941; nunca se ha podido establecer qué le sucedió después o dónde está enterrado.
Muchos de los firmantes marcharon hacia el exilio, incluyendo a Jurgis Šaulys y Kazimieras Steponas Šaulys, que fallecieron en Suiza. Antanas Smetona, Mykolas Biržiška y Steponas Kairys vivieron hasta el final de sus vidas en Estados Unidos. Hoy, son considerados héroes nacionales en Lituania.

## Herencia

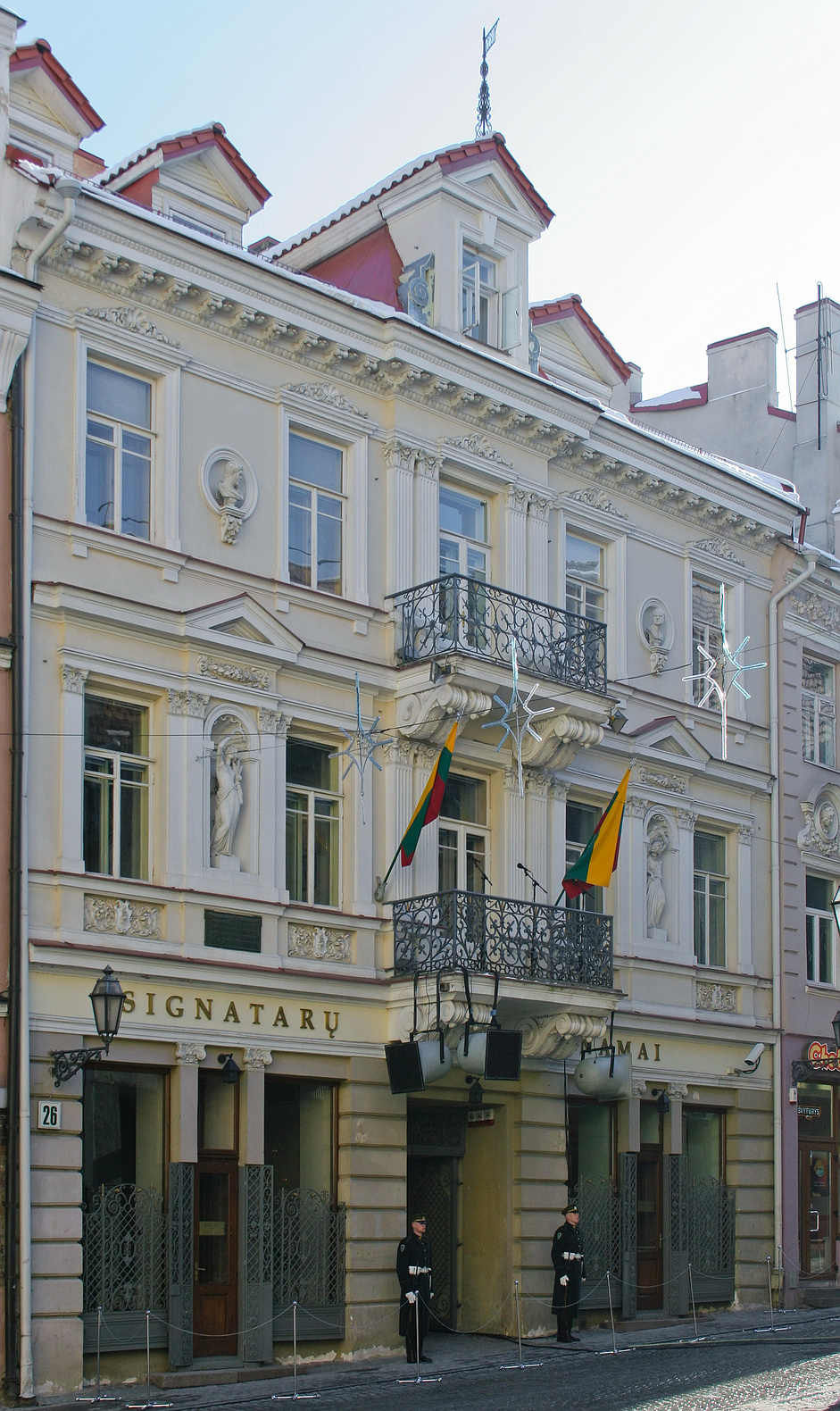
Casa de los Signatarios el 16 de febrero de 2007, lugar donde se llevó a cabo la firma de la declaración.

La Declaración del 16 de febrero proclamó el restablecimiento (atstatyti) del Estado lituano, reconociéndolo sucesor del antiguo Gran Ducado de Lituania. En este aspecto el consejo se desvió de la resolución adoptada por la Conferencia de Vilna, que buscaba el establecimiento (sudaryti) de un Estado lituano. No obstante, estaba claro que el nuevo país sería muy diferente del antiguo Ducado: su alcance se limitaría al pueblo lituano y sería conducido mediante valores democráticos, en oposición al histórico estado multiétnico y aristocrático de la Edad Media y el Renacimiento. La finalización de los acuerdos que vinculaban a Lituania con otras naciones era un mensaje a Alemania, Rusia y Polonia, los tres países que tenían intereses en la zona. Si bien no lo decía explícitamente, la declaración excluía toda posibilidad de resucitar la antigua unión polaco-lituana.
La declaración del 16 de febrero de 1918 es la base legal de la existencia de Lituania, tanto en el período de entreguerras como desde su Independencia de la Unión Soviética en 1990. La declaración se convirtió en uno de los elementos clave durante la recuperación de la independencia. Un párrafo de la Declaración de Restablecimiento del Estado de Lituania del 11 de marzo de 1990 asegura:

La declaración de independencia del 16 de febrero de 1918 por parte del Consejo de Lituania y el decreto de 15 de mayo de 1920 de la Asamblea Constituyente sobre el Estado democrático restablecido de Lituania nunca perdió su valor legal y constituye la fundación constitucional del Estado de Lituania.

El párrafo remarcó la continuidad de ambas declaraciones. La declaración del 16 de febrero de 1918 y su sucesora, la declaración del 11 de marzo de 1990, son reconocidas como dos de los más importantes logros de la sociedad lituana del siglo XX.
Actualmente, el 16 de febrero es fiesta nacional en Lituania. En este día se suceden las celebraciones a lo largo de todo el país, destacando la celebración que tiene lugar en la Casa de los Signatarios de Vilna, donde se firmó la declaración original en 1918. En el acto, la bandera de Lituania es izada, y políticos y activistas culturales se dirigen mediante discursos desde los balcones a la multitud congregada en la calle. También se celebran misas adicionales en las iglesias y catedrales del país. En honor a la herencia que dejó la primera declaración, el Presidente de Lituania recibe ese día en el palacio presidencial a los firmantes de la declaración de 1990.
En 1992 se estableció un premio en honor a Jonas Basanavičius. El Galardón Jonas Basanavičius premia a aquellos que se han distinguido por su estudio en asuntos étnicos y culturales durante los cinco años anteriores. El premio se entrega en la Casa de los Signatarios, en homenaje a su historia.